# 1969-es Australian Open
Az 1969-es Australian Open az év első Grand Slam-tornája volt. január 20. és január 27. között rendezték meg Melbourne-ben. A férfiaknál az ausztrál Rod Laver, nőknél a szintén ausztrál Margaret Court nyert.

## Döntők

### Férfi egyes
Rod Laver -  Andrés Gimeno, 6-3, 6-4, 7-5

### Női egyes
Margaret Court -  Billie Jean King, 6-4, 6-1

### Férfi páros
Rod Laver /  Roy Emerson -  Ken Rosewall /  Fred Stolle, 6-4, 6-4

### Női páros
Margaret Court /  Judy Tegart Dalton -  Rosemary Casals /  Billie Jean King, 6-4, 6-4

### Vegyes páros
Margaret Court /  Marty Riessen -  Ann Haydon Jones /  Fred Stolle (Megosztott cím - a döntőt nem játszották le)